# Gustaf Mallander
Gustaf Richard Mallander, född 28 maj 1840 i Stockholm, död 15 juni 1888 i Stockholm, var en svensk skådespelare, författare och översättare.

## Biografi

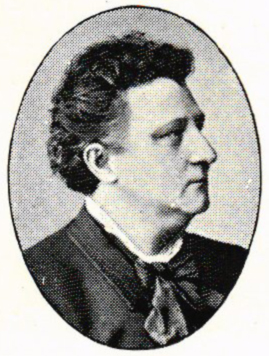
Gustaf Mallander i Svenskt porträttgalleri.

Mallander växte upp i Stockholm och var skolkamrat med Victor Hartman, Gustaf Bergström och Rudolf Sellman. Vid 14 års ålder fick han anställning som typograflärling hos Norstedts. Två år senare började han hos N.F. Kjerrströms antikvariska bokhandel. Där hittade han Frans Hedbergs Fyra år vid landsortsteatern, vilket väckte hans teaterlust. Som 18-åring sökte han sig 1858 till teatern. Han tillhörde det Michalska sällskapet, först som sufflör, men han gjorde året därpå sin debut som sotaren i Järnbäraren. Mellan 1861 och 1863 tillhörde han Oscar Anderssons och från 1863 det Åhmanska-Pousetteska sällskapen. Mellan 1867 och 1874 tjänstgjorde han vid Svenska Teatern i Helsingfors, 1874 och 1879 Nya Teatern i Göteborg och därefter vid Nya respektive Mindre teatern i Stockholm.
Under sin tid i Göteborg var han med och startade stadens första teaterskola och fungerade även som lärare där. Bland de elever som han utbildade kan nämnas Gerda Grönberg-Rove, Stassa Wahlgren, Hjalmar Selander, Bror Hallberg och Bror Olsson.
De sista åren av sitt liv drabbades han av sjukdom som gjorde att han inte kunde framträda lika flitigt som tidigare. 
Bland hans roller kan nämnas Shylock i Köpmannen i Venedig, Hezekiel Pipping i Sodom och Gomorra, huvudrollen i Advokaten Knifving, advokat Berendt i Ett handelshus, Greve Gloria-Cassis i Frihetsbröderna, kusken i Doktor Ståhl, huvudrollen i Michel Perrin, Nepomuk Blasius i Den ondes besegrare, Boniface i De båda döva, Spole i En midsommarnattsdröm, Björn i Bröllopet på Ulfåsa, Brissac i Under munkkåpan, Kolmodin i Mäster Smith, Sjövall i Ett resande teatersällskap, Risler i Fromont och Risler, vaktmästaren Andersson i Under utställningen, slaktaren Korklund i En rangerad karl, dödgrävaren i Hamlet, Scalza i Boccaccio, Pomponio i Donna Juanita och Gröning i Öregrund-Östhammar.
Signatur Gustaf Richardt och Malle.

### Redaktörskap
- Teater-kalender för Göteborgs stående teater 1874-1877. Göteborg: Gumpertska bokh. 1877. Libris 1600963

## Teater

### Roller (ej komplett)
| År   | Roll                            | Produktion                                                          | Teater                       |
| ---- | ------------------------------- | ------------------------------------------------------------------- | ---------------------------- |
| 1859 | Sotaren                         | Järnbäraren August Blanche                                          | Michalska sällskapet         |
| 1859 | Taffeltäckaren                  | Mister Smith eller Aristokrater äro vi alla Johan Jolin             | Michalska sällskapet         |
| 1859 | Tiggarpojken                    | Bröstkaramellerna eller Min mans familj Johan Jolin                 | Michalska sällskapet         |
| 1872 | Drillén                         | Drilléns operett Gustav von Moser och August Conradi                | Svenska Teatern, Helsingfors |
| 1872 | Vaktmästare Nilsson             | Det skadar inte Frans Hedberg                                       | Svenska Teatern, Helsingfors |
| 1872 | Porslinshandlare Mörk           | Den tredje Jens Christian Hostrup                                   | Svenska Teatern, Helsingfors |
| 1872 | Brissac                         | Under munkkåpan Amable de Saint-Hilaire och Paul Duport             | Svenska Teatern, Helsingfors |
| 1872 | Schumrik                        | Släktingar Roderich Benedix                                         | Svenska Teatern, Helsingfors |
| 1872 | Lancelot                        | Köpmannen i Venedig William Shakespeare                             | Svenska Teatern, Helsingfors |
| 1873 | Labaraque                       | Två änkor Félicien Mallefille                                       | Svenska Teatern, Helsingfors |
| 1873 | Mästerkocken                    | Prinsessan Törnrosa Zacharias Topelius                              | Svenska Teatern, Helsingfors |
| 1873 | Autolykos                       | En vintersaga William Shakespeare                                   | Svenska Teatern, Helsingfors |
| 1874 | Björn                           | Bröllopet på Ulfåsa Frans Hedberg                                   | Nya teatern, Göteborg        |
| 1881 | Abbé Bridaine                   | Musketörerne i Klostret Louis Varney, Jules Prével och Paul Ferrier | Mindre teatern               |
| 1881 | Andersson                       | Under förmälningshögtidligheterna Frans Hedberg                     | Mindre teatern               |
| 1881 | Baron Sparavinsky               | Pariserliv Jacques Offenbach, Henri Meilhac och Ludovic Halévy      | Mindre teatern               |
| 1881 | Antonio, hertigens skattmästare | Frihetsbröderna Jacques Offenbach, Henri Meilhac och Ludovic Halévy | Mindre teatern               |
| 1882 | Stillman, f.d. fågelhandlare    | Gipsfiguren Th Taube                                                | Mindre teatern               |
| 1882 | Morrel                          | Greven av Monte Christo Alexandre Dumas den äldre                   | Mindre teatern               |
| 1882 | Källarmästare Propp             | Positivhataren August Blanche                                       | Mindre teatern               |
| 1882 | Färgare Grönberg                | Öregrund-Östhammar Selfrid Kinmanson                                | Mindre teatern               |